# Diana Riba

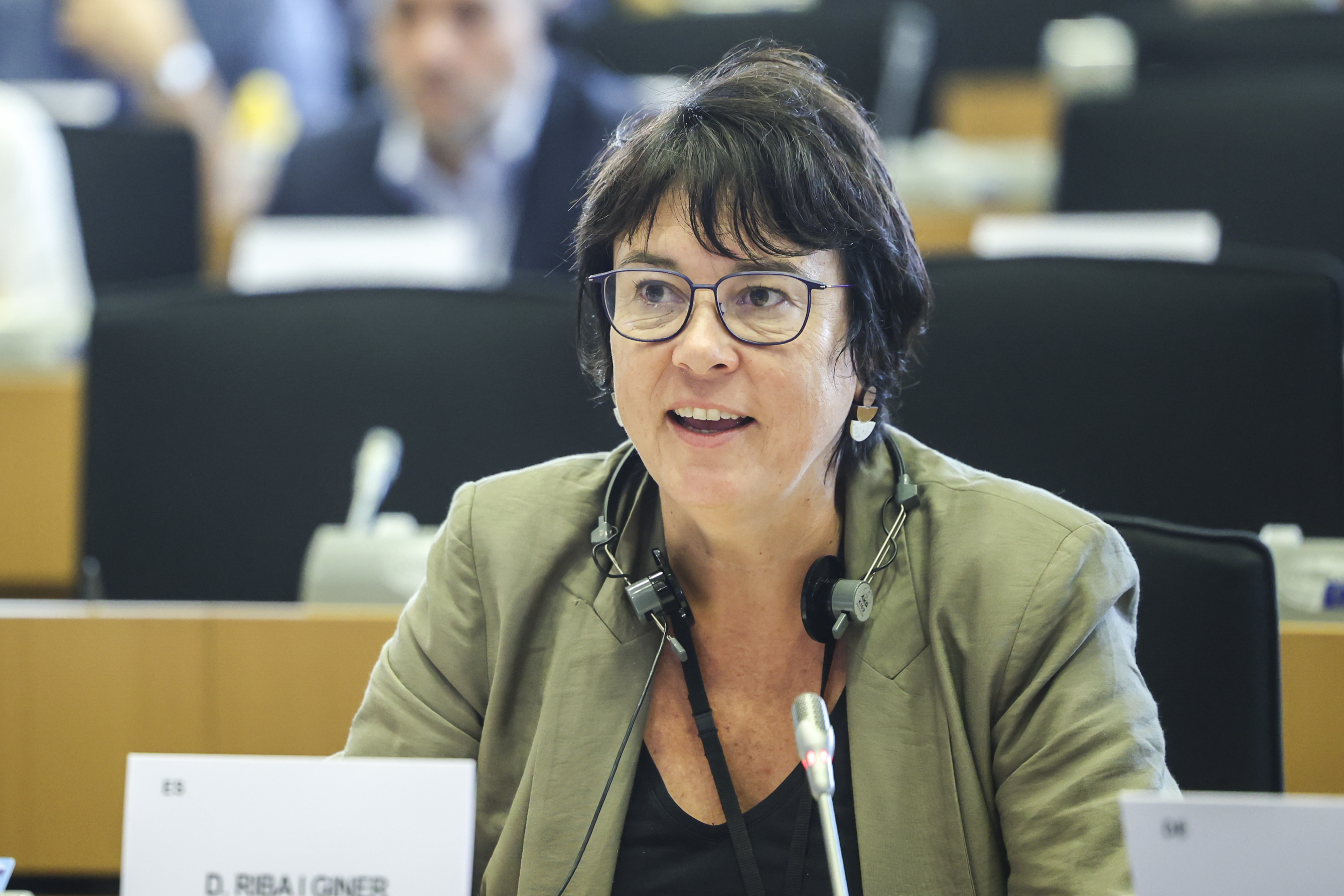
Diana Riba i Giner (2024)

Diana Riba i Giner (* 21. Februar 1975 in Barcelona) ist eine katalanische Pädagogin, Bürgerrechtsaktivistin und Politikerin (ERC). Im Zuge der Europawahl 2019 gewann sie ein Mandat und ist seitdem Mitglied des neunten Europäischen Parlaments.

## Leben

### Ausbildung und Beruf
Diana Riba i Giner wurde am 21. Februar 1975 in Barcelona geboren. Nach ihrer Schulausbildung studierte sie Pädagogik an der Universität von Barcelona.
Nach ihrer akademischen Ausbildung begann sie zunächst am Center for Initiatives and Research Centers in the Mediterranean Foundation zu arbeiten. Später wechselte sie zur Stiftung La Caixa, für die sie Konferenzen zu Film und Literatur im CaixaForum organisierte. Unter anderem war sie auch Programmkoordinatorin des 2004 in Barcelona stattfindenden Forums der Kulturen. 2008 begann sie eine Buchhandlung mit dem Namen Pati dels Llibres zu leiten, sie befindet sich in Sant Cugat del Vallès, einer Umlandgemeinde von Barcelona. Sie führte die Buchhandlung bis 2019.

### Politisches Engagement
Riba engagiert sich in verschiedenen Organisationen, unter anderem ist sie Mitglied des Katalanischen Rates für Kinder- und Jugendliteratur (Consell Català del Llibre Infantil i Juvenil) sowie der Katalanischen Vereinigung für Bürgerrechte (Associació Catalana pels Drets).
Im Dezember 2018 nominierte die Esquerra Republicana de Catalunya (ERC) Riba für Platz 2 der Wahlliste für die Europawahl 2019, hinter Spitzenkandidat Oriol Junqueras. Die ECR trat gemeinsam mit anderen linken, kleineren Parteien als Listenverbindung Ahora Repúblicas an, sie errang 5,4 Prozent und damit 3 der 59 spanischen Mandate. Damit gewann auch Diana Riba ein Mandat und ist seitdem Mitglied des neunten Europäischen Parlaments. Wie ihr Kollege Junqueras bereits in der vorherigen Legislatur, trat sie der Fraktion der Grünen/EFA bei. Für die Fraktion ist sie Mitglied in vier Ausschüssen: im Ausschuss für auswärtige Angelegenheiten, im Ausschuss für bürgerliche Freiheiten, Justiz und Inneres, im Ausschuss für die Rechte der Frau und die Gleichstellung der Geschlechter sowie im Unterausschuss Menschenrechte. Sie ist zudem stellvertretendes Mitglied im Ausschuss für Industrie, Forschung und Energie, Ausschuss für Kultur und Bildung und im Petitionsausschuss.

### Privat
Diana Riba ist verheiratet mit Raül Romeva, katalanischer Politiker, ehemaliges Mitglied des Europaparlaments und ehemaliges Mitglied der katalanischen Regionalregierung. Nach der einseitigen Unabhängigkeitserklärung Kataloniens im Oktober 2017 wurde er mit der gesamten Regionalregierung abgesetzt, wegen Aufruhr, Veruntreuung öffentlicher Gelder und Ungehorsam angeklagt und wegen Fluchtgefahr in vorläufige Haft gesetzt.
Die beiden haben zwei Kinder.